# 哥伦布蛋

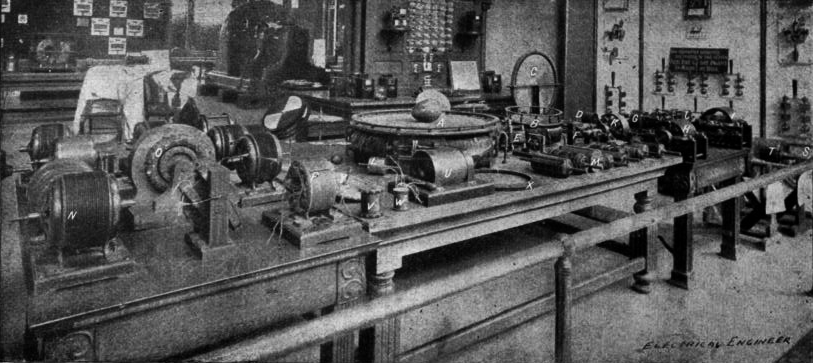
特斯拉的設備展示，在1893年哥伦布世界博览会。鸡蛋在画面中间的圆形平台上。可以看到平台下方藏有通電（环形）线圈匝。Thomas Commerford Martin from Ford: The Inventions, Researches and Writings of Nikola Tesla, 1894, The Electrical Engineer, pg. 478

在1893年的芝加哥哥伦布纪念博览会上，發明家尼古拉·特斯拉為演示他修建的交流電設備而創造哥倫布蛋，
用來展示和解釋旋轉磁場模型和異步電動機的原理。哥倫布蛋是一顆雞蛋狀的銅塊。在旋轉磁場中，蛋以其長軸旋轉，最終因陀螺效應而站立。

特斯拉的設備使用的環形鐵芯定子上繞有四個線圈匝。該裝置是由一個兩相交流電流源（如變速發電機）創建旋轉磁場。該設備運行25到300赫茲(Hz)的頻率。理想的工作頻率被描述為35至40赫茲。為展示目的之複製品可在貝爾格萊德的尼古拉特斯拉博物館，薩格勒布的技術博物館及密歇根州的安娜堡動手博物館中看到。

## 外部連結
- What Did Nikola Tesla Invent?（页面存档备份，存于） - Tesla's Egg of Columbus Experiment